# Майлытогай
Майлытогай (каз. Майлытоғай) — село в Чиилийском районе Кызылординской области Казахстана. Административный центр и единственный населённый пункт Майлытогайского сельского округа. Находится примерно в 58 км к северо-западу от районного центра, села Шиели. Код КАТО — 435256100.

## Население
В 1999 году население села составляло 1083 человека (569 мужчин и 514 женщин). По данным переписи 2009 года, в селе проживало 756 человек (388 мужчин и 368 женщин).